# Dana (Sängerin, 1950)

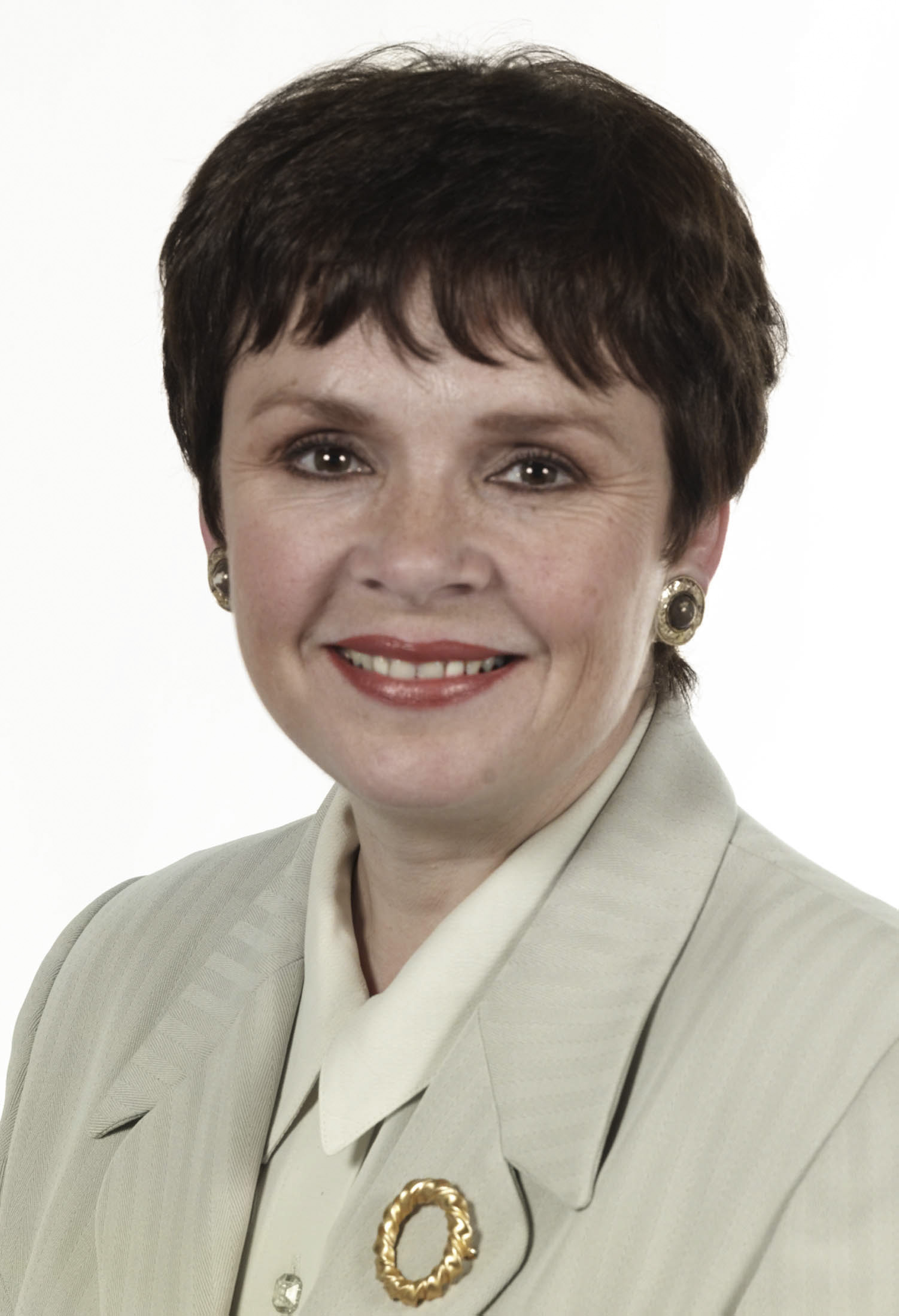
Dana Rosemary Scallon (1999)

Dana Rosemary Scallon (* 30. August 1950 in London, England, als Rosemary Brown), als Sängerin ursprünglich bekannt als nur Dana, ist eine irische Sängerin und Politikerin. Sie wuchs im nordirischen Derry auf und gewann als Schülerin 1970 mit All Kinds of Everything den Eurovision Song Contest; seitdem veröffentlichte sie mehr als zwei Dutzend Alben.
Dana bewarb sich 1997 und 2011 um das Amt der Präsidentin von Irland, wobei sie 1997 einen Stimmenanteil von knapp 14 % erreichte. Von 1999 bis 2004 war sie für Irland Mitglied des Europäischen Parlaments.

## Leben

### Gesang

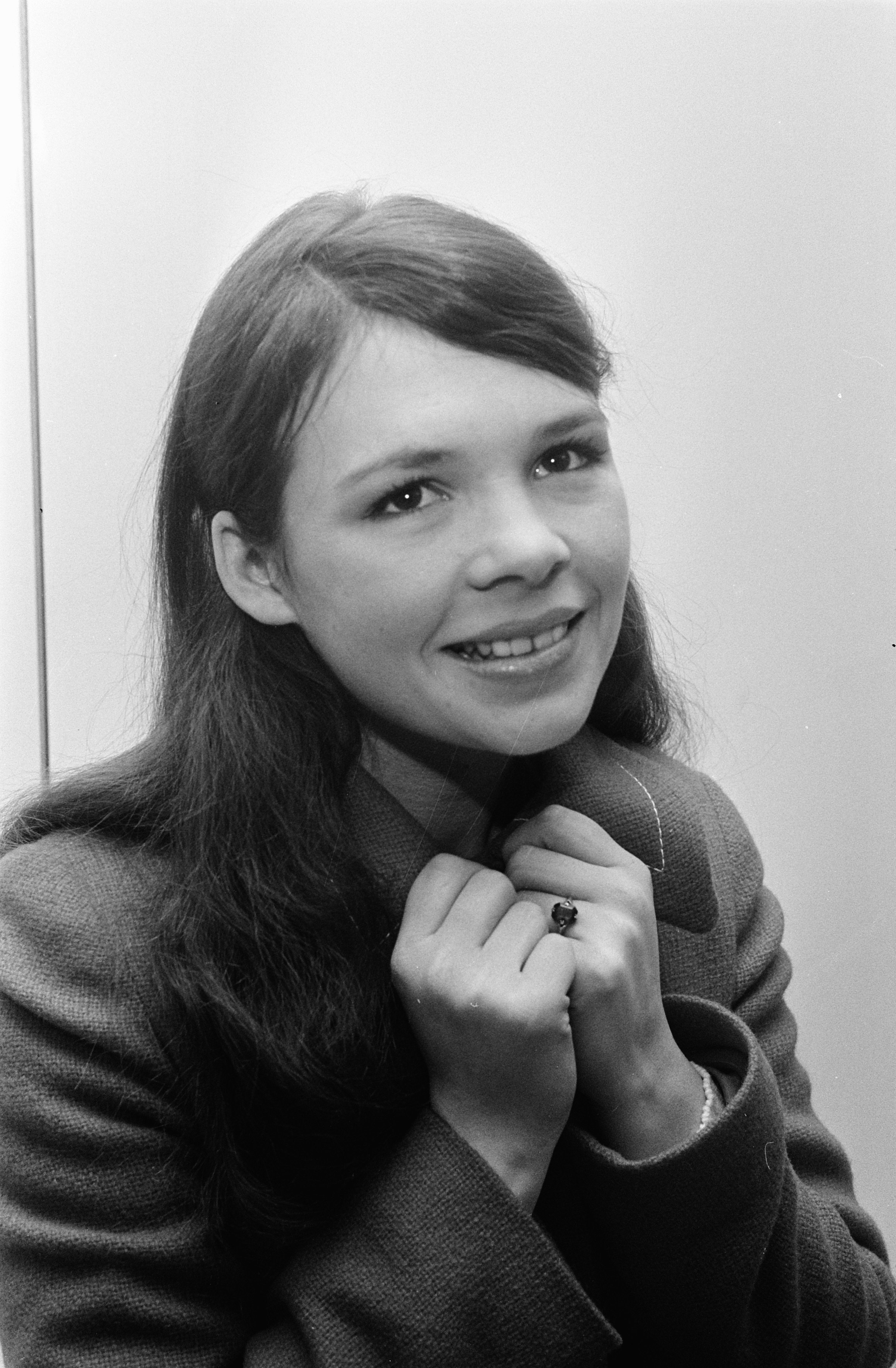
Dana bei ihrer Ankunft in Amsterdam, 1970

Nachdem sie noch im Vorjahr mit dem Lied Look Around bei der nationalen Ausscheidung für den Eurovision Song Contest gescheitert war, trat sie mit dem Lied All Kinds of Everything beim Wettbewerb in Amsterdam 1970 für die Republik Irland an. Mit ihrem Vortrag erreichte sie in einem Feld von zwölf Teilnehmern mit 32 Punkten den ersten Platz vor der englischen Favoritin Mary Hopkin mit Knock, Knock, Who’s There? mit 26 Punkten und der deutschen Vertreterin Katja Ebstein, die für ihr Lied Wunder gibt es immer wieder 12 Punkte bekam. Das war der erste von vielen Erfolgen Irlands im Eurovision Song Contest. Ihr Lied wurde Nummer eins in den Hitparaden Irlands, des Vereinigten Königreichs und Belgiens und erreichte in Deutschland Platz vier.
Dana hatte bis Mitte der 1970er Jahre noch weitere Hits in den britischen und irischen Musikcharts und arbeitete auch als Radio- und Fernsehmoderatorin.
Auch in Deutschland war Dana sehr erfolgreich mit ihren Singles Meine erste Liebe, Spiel nicht mit mir und meinem Glück oder Bau dein Haus auf Liebe. Besonders mit den beiden Singles Wenn ein Mädchen verliebt ist und Vergiß nicht, daß ich dich liebe war sie im Spitzenfeld vieler Rundfunk-Hitparaden vertreten. Dana hatte 1972 einen Hit mit dem von Lynsey de Paul und Barry Blue verfassten Song Crossword Puzzle in Thailand. Der Song war am 26. August 1972 ein neuer Eintrag auf Platz 7 der HSA-Charts von Bangkok Radio, wie in Billboard aufgeführt. Es erreichte 2 Wochen lang (2. und 9. September) den zweiten Platz.
Da es ihr nicht gelang, das Image des „Sweetest Teenager on TV“ abzulegen, ließ ihre Popularität nach, und sie wandte sich der Interpretation von religiösen (katholischen) Liedern zu, so zum Beispiel Totus Tuus anlässlich des Besuchs Papst Johannes Pauls II. in Irland 1979. Totus Tuus, Lateinisch für ‚Ganz Dein‘ war das persönliche Motto dieses Papstes. Das Lied wurde ihr zweiter Nummer-eins-Hit in Irland, nachdem sie dort in den Vorjahren noch vier weitere Male nach 1970 in den Top Ten auftauchte.

### Religiöses und politisches Engagement
In den 1980er Jahren zog sie mit ihrem Ehemann Damien Scallon in die USA, wo sie sich beim christlichen Eternal Word Television Network engagierte und religiös geprägte Fernsehsendungen moderierte.
Nach Ermutigung durch das irische Christian Community Centre kehrte sie 1997 nach Irland zurück, um für das Amt des Präsidenten von Irland zu kandidieren. Fortab nannte sie sich nur noch mit vollem Namen. Sie war die erste Kandidatin, die nur durch Lokalpolitiker und nicht durch den Präsidenten oder Mitglieder der beiden Häuser des Parlaments (Oireachtas) nominiert wurde. Mit zwei weiteren Kandidaten gehörte sie zu den ersten parteilosen Kandidaten für die irische Präsidentschaft. Hinter der siegreichen Mary McAleese von der Partei Fianna Fáil und Mary Banotti von der Fine Gael wurde sie mit 13,82 % Dritte bei der Wahl.
Ihre Kandidatur beruhte auf traditionellen katholischen Werten, wie Gegnerschaft zur Abtreibung und gleichgeschlechtlichen Ehe und Unauflösbarkeit der Ehe. Zudem trat sie dafür ein, dass Verfassungsänderungen nur per Referendum durchgeführt werden können. Auch vertrat sie euroskeptische Standpunkte. Zeitweise bemühte sich Fianna Fáil um ihre Mitgliedschaft.
Sie kehrte anschließend in die USA zurück, wo sie 1999 die Staatsbürgerschaft annahm. Im selben Jahr gewann sie mit 15,96 % der Stimmen einen der drei Sitze des Wahlkreises Connacht-Ulster im Europäischen Parlament. Sie war dort Mitglied der Fraktion der Europäischen Volkspartei. Sie war in zwei sechsmonatigen Phasen Mitglied des Ausschusses für Regionalpolitik, Verkehr und Fremdenverkehr. Nach der Neugliederung der Wahlkreise kandidierte sie bei den Europawahlen 2004 im neugeschaffenen Wahlkreis North West. Mit 13,52 % der Stimmen wurde sie aber nur Fünfte, was nicht für einen der drei dort vergebenen Sitze reichte.
Zwischenzeitlich bemühte sich Scallon 2002 um einen der fünf Sitze des Wahlkreises Galway West im irischen Parlament, blieb aber mit nur 3,4 % der Stimmen, das nur zwölft-beste Ergebnis unter den 17 Kandidaten, erfolglos.
Scallon versuchte eine zweite Präsidentschaftskandidatur 2004, erreichte aber nicht die zur Teilnahme notwendige hinreichende Nominierung durch Lokalpolitiker. Umstritten war dabei, dass die Fine Gael ihren Politikern untersagte, die Kandidatur Scallons zu unterstützen.
Zwischenzeitlich beschäftigte sich Scallon mit Unterhaltungsprogrammen im irischen Fernsehen, ehe es ihr gelang, eine Nominierung für die Präsidentschaftswahlen im Oktober 2011 zu erhalten. Dort erhielt sie aber nur 2,89 %, was lediglich zum sechsten Rang unter den sieben Kandidaten gereichte. Sieger wurde hier Michael D. Higgins. Dies stellte den Endpunkt ihrer politischen Aspirationen dar.

## Diskografie

### Alben
- 1970 All Kinds of Everything
- 1975 Have a Nice Day
- 1975 New Days … New Ways
- 1976 Love Songs & Fairytales
- 1979 The Girl Is Back
- 1980 Everything Is Beautiful
- 1982 Magic
- 1985 If I Give My Heart to You
- 1987 In the Palm of His Hand
- 1989 The Gift of Love
- 1993 Say Yes
- 1997 Humble Myself
- 2007 A Thing Called Love
- 2012 Praise & Thanks
- 2019 My Time

### Kompilationen
- 1975 The World of Dana
- 1983 Dana
- 1984 Please Tell Him That I Said Hello
- 1990 All Kinds of Everything
- 1996 The Collection
- 1998 The Best of Dana
- 2010 The GTO Years (2 CDs)

### Singles
- 1967 Sixteen
- 1968 Come Along Murphy
- 1968 Heidschi Bumbeidschi
- 1969 Look Around
- 1970 All Kinds of Everything
- 1970 I Will Follow You
- 1971 Today
- 1971 Who Put the Lights Out
- 1971 Isn’t It a Pity
- 1971 New Days – New Ways
- 1971 Wenn ein Mädchen verliebt ist
- 1972 Crossword Puzzle
- 1973 Do I Still Figure in Your Life
- 1973 Corner of the Sky / Morning Glow
- 1973 Sunday Monday Tuesday
- 1974 Please Tell Him That I Said Hello
- 1975 Spiel nicht mit mir und meinem Glück
- 1975 Are You Still Mad at Me
- 1975 It’s Gonna Be a Cold Cold Christmas
- 1975 Vergiß nicht, daß ich dich liebe
- 1975 Bau dein Haus auf Liebe (This House Runs on Sunshine)
- 1976 Never Gonna Fall in Love Again
- 1976 Fairytale
- 1977 I Love How You Love Me
- 1977 Put Some Words Together
- 1979 Something’s Cookin’ in the Kitchen
- 1979 The Girl Is Back (In Town)
- 1979 I Can’t Get Over Getting Over You
- 1979 Totus Tuus
- 1981 Lady of Knock
- 1981 Dream Lover
- 1982 I Feel Love Comin’ On
- 1982 If You Really Love Me
- 1982 Yer Man (mit The Northern Ireland 1982 World Cup Squad)
- 1982 You Never Gave Me Your Love
- 1985 Little Things Mean a Lot
- 1985 Mother of Mine
- 1986 If I Give My Heart to You
- 1989 Harmony (mit Gerry Brown)
- 2019 Falling